# Habenaria chejuensis
Habenaria chejuensis är en orkidéart som beskrevs av Yong No Lee och K.Lee. Habenaria chejuensis ingår i släktet Habenaria och familjen orkidéer. Inga underarter finns listade i Catalogue of Life.